# 北海道道824号美沢美馬牛線

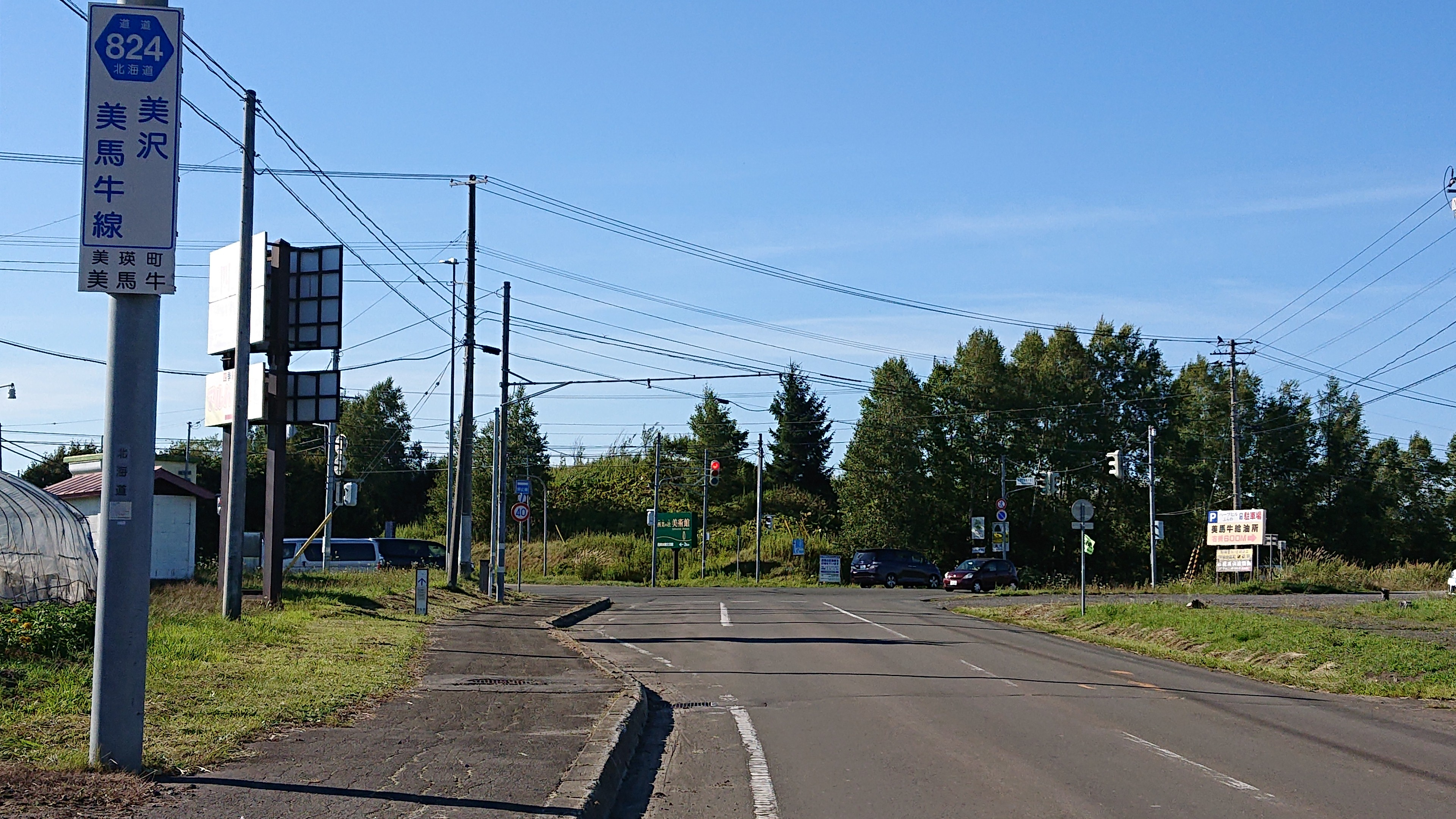
北海道道824号美沢美馬牛線（美瑛町美馬牛）

北海道道824号美沢美馬牛線（ほっかいどうどう824ごう みさわびばうしせん）は、北海道上川郡美瑛町内を結ぶ一般道道（北海道道）である。

## 概要

### 路線データ
- 起点：北海道上川郡美瑛町美沢（北海道道966号十勝岳温泉美瑛線交点）
- 終点：北海道上川郡美瑛町美馬牛（国道237号交点）
- 路線延長：13.0 km

## 歴史
- 1974年（昭和49年）3月31日 路線認定[1]。

## 地理

### 通過する自治体
- 上川総合振興局
  - 上川郡美瑛町

### 交差する道路
美瑛町
- 北海道道966号十勝岳温泉美瑛線 - 美沢（起点）
- 国道237号 - 美馬牛（終点）

### 沿線にある施設など
美瑛町
- 哲学の木
- 四季彩の丘 - 新星第三
- 美瑛町立美馬牛小学校 - 美馬牛南
- JR北海道 富良野線 美馬牛駅 - 美馬牛北1丁目3番1号
- 美馬牛郵便局 - 美馬牛北2丁目5-1
- 美瑛町立美馬牛中学校 - 美馬牛北3丁目7-1